# Keane Aeroplanes
Pour les articles homonymes, voir Keane.
Keane Aeroplanes a été fondé en 1920 par Horace Keane à North Beach dans l'île de Long Island, aux États-Unis d'Amérique. 
L’année suivante, il engagea N.W. Dalton, codessinateur du ACE K-1 Biplane, dont il acheta les droits mais qu’il ne produira pas. En 1925 on retrouve une Keane Aircraft Corp à Keyport, New Jersey, qui tentera avec le Keane HKL-27 de commercialiser une version modifiée de l'Aeromarine-Klemm AKL-26. 